# Elmer Collins
Elmer Collins (1887 - 1982) fou un ciclista estatunidenc, professional des del 1909 fins al 1912.
Es va especialitzar en les curses de sis dies. També va guanyar una medalla als Campionats mundials de Mig fons.

## Palmarès
- 1909
  - 2n als Sis dies d'Atlanta (amb Robert Walthour)
  - 3r als Sis dies de Nova York (amb Robert Walthour)
- 1910
  - 3r als Sis dies de Boston (amb Joe Fogler)
- 1912
  - 3r als Sis dies de Brussel·les (amb Peter Drobach)